# Raoul Rémy
Raoul Rémy (25 oktober 1919 - 22 september 2002) was een Frans wielrenner.

## Levensloop en carrière
Rémy won in zijn carrière tweemaal het Circuit de l'Indre. In 1951 won hij de Ronde van de Vaucluse. Zijn grootste overwinningen waren twee ritzeges in de Ronde van Frankrijk.

## Resultaten in voornaamste wedstrijden
| Jaar | Ronde van Italië | Ronde van Frankrijk | Ronde van Spanje |
| ---- | ---------------- | ------------------- | ---------------- |
| 1947 |                  | 28e                 |                  |
| 1948 |                  | 23e (1)             |                  |
| 1949 |                  | opgave              |                  |
| 1950 |                  | 34e                 |                  |
| 1951 |                  | opgave              |                  |
| 1952 |                  | 37e (1)             |                  |
| 1953 |                  | 51e                 |                  |
| 1954 |                  | 38e                 |                  |
| 1955 | opgave           | opgave              | 42e              |
| 1956 |                  |                     | opgave           |